# Nymphargus garciae
Nymphargus garciae är en groddjursart som först beskrevs av Pedro M. Ruiz-Carranza och Lynch 1995.  Nymphargus garciae ingår i släktet Nymphargus och familjen glasgrodor. IUCN kategoriserar arten globalt som sårbar. Inga underarter finns listade i Catalogue of Life.